# Cryptocarya foveolata
Cryptocarya foveolata, conocido como el Nogal de montaña (Mountain Walnut) es un árbol del bosque templado húmedo que crece a elevada altitud en el este de Australia. A pesar del nombre común, pertenece a la familia del Laurel.
Las hojas caídas de este árbol pueden ser identificadas por dos glándulas en la base de la hoja, y por la forma compacta y nervaduras. 
El grupo de los árboles de criptocaria se encuentran mayormente en el trópico y subtrópico. Este árbol es inusual porque crece en regiones más frías, experimenta heladas frecuentes y nevadas ocasionales. También es inusualmente un árbol alto en el género Cryptocarya.
Cryptocarya foveolata crece en el bosque lluvioso en suelos fértiles. Se le encuentra con mayor frecuencia por encima de los 600 metros por encima del nivel del mar. Se le ve muy a menudo en asociación con la Haya antártica australiana. El rango de distribución natural va desde el Monte Royal en las  Cumbres Barrington a la Cadena McPherson en la frontera de Queensland y Nueva Gales del Sur.

## Descripción
Cryptocarya foveolata es un árbol de talla pequeña a mediana, ocasionalmente alcanza una altura de 45 metros con un diámetro en el tronco de 120 cm. La corteza es café, mayormente lisa con líneas de bultos verticales acumulándose en el tronco. La base del árbol no está precisamente ensanchada.
Las hojas son alternadas, ovadas o elípticas con una punta prominente. Contienen tres venas con una vena central fácil de identificar a simple vista, elevada tanto en el haz como en el envés. Uno o dos pares de glándulas huecas (fovelae) se forman en la base de la hoja. Una en cada lado de la vena central. Las hojas miden de 4 a 7 cm de largo.
Las flores pequeñas y cremosas se forman en panículas desde diciembre a febrero. El fruto madura de octubre a enero. Siendo este una drupa negra carnosa, de 12 a 15 mm de ancho, con una sola semilla adentro, de alrededor de 10 mm de diámetro. Como en muchas criptocarias australianas, se recomienda la remoción del arilo del fruto para ayudar a la germinación de la semilla. Aproximadamente un tercio de las semillas germinan.

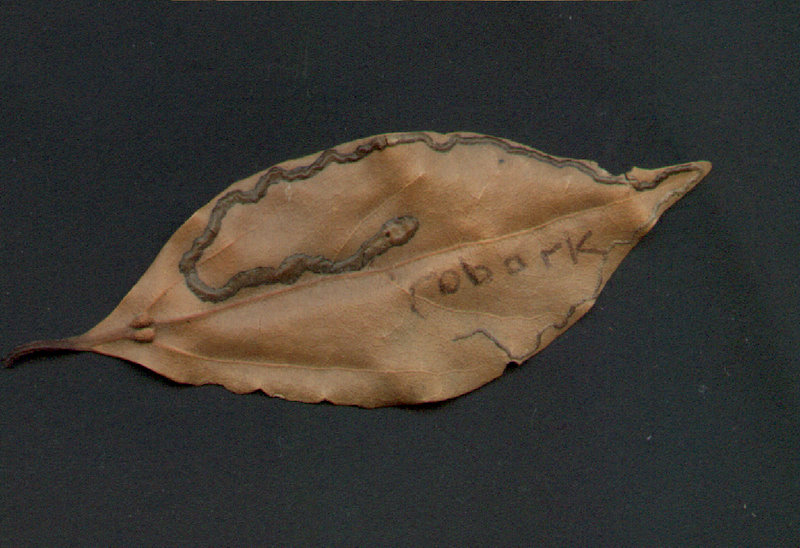
Rastro de insecto minador en una hoja caída de Nogal de Montaña en Cumbres Barrington. Nótese las dos prominentes glándulas (fovelae) en la base de la hoja.

.